# Piossasco

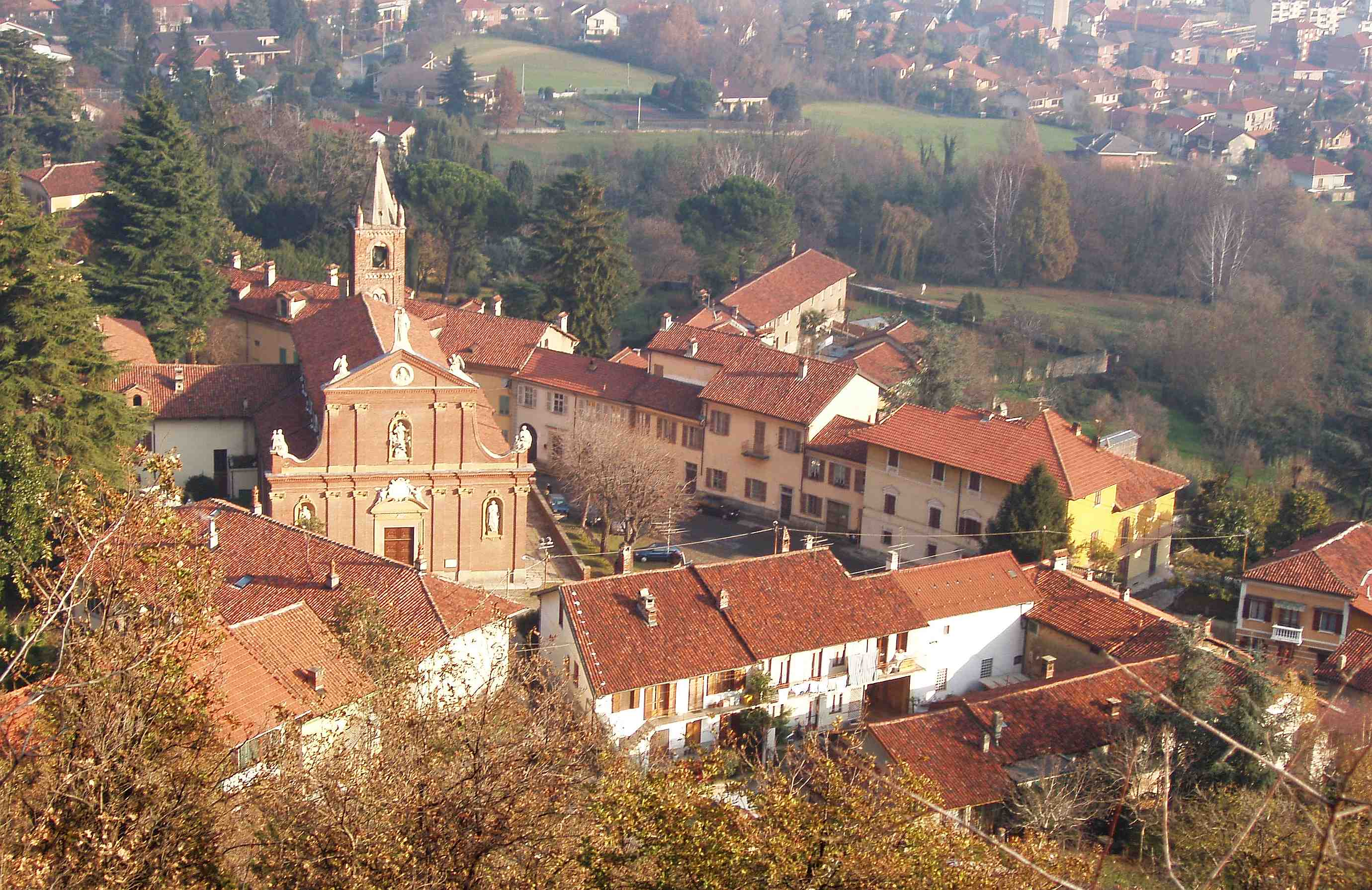

Piossasco es una localidad y comune italiana de la provincia de Turín, región de Piamonte, con 17.621 habitantes.

## Evolución demográfica
| Gráfica de evolución demográfica de Piossasco entre 1861 y 2001 |
|                                                                 |
| Fuente ISTAT - elaboración gráfica de Wikipedia                 |